# Garaldinni, Raichur
Garaldinni là một làng thuộc tehsil Raichur, huyện Raichur, bang Karnataka, Ấn Độ.